# Vittoria di Prussia
Vittoria di Prussia (in tedesco Friederike Amalia Wilhelmine Viktoria; Potsdam, 12 aprile 1866 – Bonn, 13 novembre 1929) fu una principessa di Prussia e di Schaumburg-Lippe.

## Biografia
Era la seconda figlia dell'imperatore Federico III di Germania, e di sua moglie, la principessa Vittoria. Era una nipote della regina Vittoria del Regno Unito. In pubblico era sempre chiamata Principessa Vittoria, ma i famigliari la chiamavano Moretta o Young Vicky.
Come le sorelle, le principesse Sofia e Margherita, Vittoria era molto legata alla madre e fin da piccola adottò comportamenti ed usanze inglesi.

### Relazione con Alessandro di Battenberg
Nel 1881, il principe Alessandro di Battenberg, che era stato scelto come sovrano di Bulgaria dal 1879, visitò la corte prussiana per volere della madre di Vittoria. Siccome la madre e la nonna raccomandarono Alessandro come un possibile marito, Vittoria catturò rapidamente l'entusiasmo e si innamorò di lui. Alessandro, come i suoi fratelli, era considerato magro e focoso. I genitori della ragazza erano favorevoli al matrimonio, ma il nonno paterno, l'imperatore Guglielmo I, ed il cancelliere dell'Impero, Otto von Bismarck, si opposero all'unione: essi temevano infatti che lo sposalizio potesse offendere la Russia, dal momento che le azioni di Alessandro (Sandro) in Bulgaria stavano infastidendo i russi. Il contrasto degenerò in un'aspra battaglia di parole, ma infine i genitori della principessa Vittoria dovettero cedere ed essa dovette abbandonare l'idea di sposare Sandro.

## Matrimoni

### Primo matrimonio
Sposò, il 19 novembre 1890, il principe Adolfo di Schaumburg-Lippe. Il matrimonio risultò essere senza figli come conseguenza di un aborto spontaneo avvenuto durante i primi mesi di matrimonio. Adolfo morì nel 1916.
Nonostante fosse tecnicamente dalla parte della Germania durante la prima guerra mondiale, Vittoria parteggiava per la fazione britannica. Dopo la guerra essa incontrò il cugino, re Giorgio V del Regno Unito, e gli espresse il desiderio che sarebbero ritornati tutti amici in breve tempo; Giorgio le rispose che pensava che questo non sarebbe stato possibile ancora per molti anni.

### Secondo matrimonio
Il 19 novembre 1927, nonostante la forte disapprovazione dei fratelli e delle sorelle, Vittoria sposò Alexander Zoubkoff (25 settembre 1901 – 28 gennaio 1936), un rifugiato politico russo descritto come un «ballerino», di trentacinque anni più giovane di lei. In quel periodo le finanze della Principessa erano in uno stato piuttosto precario e Zoubkoff ne dilapidò buona parte per i suoi divertimenti, facendo raramente ritorno al tetto coniugale.

## Morte
Vittoria fu infine obbligata a mettere all'asta il contenuto di palazzo Schaumburg; la vendita fu condotta dal banditore di Colonia, M. Lempertz. L'asta attirò però meno interesse di quanto era stato previsto e il The Times descrisse la gran parte delle offerte come «senza spirito»; si stimò che il ricavato del procedimento coprì solamente un terzo dei debiti di Vittoria (che ammontavano a 900 000 reichsmark o 45 000 sterline). Dopo aver lasciato palazzo Schaumburg, la Principessa si trasferì in un monolocale arredato a Mehlem, un sobborgo di Bonn. Vittoria fu sul punto di divorziare da Zoubkoff sulla base del fatto che il suo comportamento gli era costato l'espulsione dalla Germania, che non era in grado di mantenerla e che «le relazioni coniugali non esistevano», ma pochi giorni dopo che questo annuncio venne reso pubblico essa si ammalò gravemente di polmonite e morì all'ospedale di Bonn il 13 novembre 1929.

## Antenati
|                                     |                                     |                                                 | Genitori                                        |  |  | Nonni |  |  | Bisnonni                          |  |  | Trisnonni                        |  |
|                                     |                                     |                                                 |                                                 |  |  |       |  |  | Federico Guglielmo III di Prussia |  |  | Federico Guglielmo II di Prussia |  |
|                                     |                                     |                                                 |                                                 |  |  |       |  |  | Federico Guglielmo III di Prussia |  |  | Federico Guglielmo II di Prussia |  |
|                                     |                                     | Federica Luisa d'Assia-Darmstadt                |                                                 |  |  |       |  |  | Federico Guglielmo III di Prussia |  |  |                                  |  |
| Guglielmo I di Germania             |                                     |                                                 |                                                 |  |  |       |  |  | Federico Guglielmo III di Prussia |  |  |                                  |  |
|                                     |                                     | Luisa di Meclemburgo-Strelitz                   | Carlo II di Meclemburgo-Strelitz                |  |  |       |  |  |                                   |  |  |                                  |  |
|                                     |                                     | Luisa di Meclemburgo-Strelitz                   | Carlo II di Meclemburgo-Strelitz                |  |  |       |  |  |                                   |  |  |                                  |  |
|                                     |                                     | Luisa di Meclemburgo-Strelitz                   | Federica Carolina Luisa d'Assia-Darmstadt       |  |  |       |  |  |                                   |  |  |                                  |  |
| Federico III di Germania            |                                     | Luisa di Meclemburgo-Strelitz                   |                                                 |  |  |       |  |  |                                   |  |  |                                  |  |
|                                     |                                     | Carlo Federico di Sassonia-Weimar-Eisenach      | Carlo Augusto di Sassonia-Weimar-Eisenach       |  |  |       |  |  |                                   |  |  |                                  |  |
|                                     |                                     | Carlo Federico di Sassonia-Weimar-Eisenach      | Carlo Augusto di Sassonia-Weimar-Eisenach       |  |  |       |  |  |                                   |  |  |                                  |  |
|                                     |                                     | Carlo Federico di Sassonia-Weimar-Eisenach      | Luisa Augusta d'Assia-Darmstadt                 |  |  |       |  |  |                                   |  |  |                                  |  |
| Augusta di Sassonia-Weimar-Eisenach |                                     | Carlo Federico di Sassonia-Weimar-Eisenach      |                                                 |  |  |       |  |  |                                   |  |  |                                  |  |
|                                     |                                     | Marija Pavlovna di Russia                       | Paolo I di Russia                               |  |  |       |  |  |                                   |  |  |                                  |  |
|                                     |                                     | Marija Pavlovna di Russia                       | Paolo I di Russia                               |  |  |       |  |  |                                   |  |  |                                  |  |
|                                     |                                     | Marija Pavlovna di Russia                       | Sofia Dorotea di Württemberg                    |  |  |       |  |  |                                   |  |  |                                  |  |
| Vittoria di Prussia                 |                                     | Marija Pavlovna di Russia                       |                                                 |  |  |       |  |  |                                   |  |  |                                  |  |
|                                     | Ernesto I di Sassonia-Coburgo-Gotha | Francesco Federico di Sassonia-Coburgo-Saalfeld |                                                 |  |  |       |  |  |                                   |  |  |                                  |  |
|                                     | Ernesto I di Sassonia-Coburgo-Gotha | Francesco Federico di Sassonia-Coburgo-Saalfeld |                                                 |  |  |       |  |  |                                   |  |  |                                  |  |
|                                     | Ernesto I di Sassonia-Coburgo-Gotha | Augusta di Reuss-Ebersdorf                      |                                                 |  |  |       |  |  |                                   |  |  |                                  |  |
| Alberto di Sassonia-Coburgo-Gotha   | Ernesto I di Sassonia-Coburgo-Gotha |                                                 |                                                 |  |  |       |  |  |                                   |  |  |                                  |  |
|                                     |                                     | Luisa di Sassonia-Gotha-Altenburg               | Augusto di Sassonia-Gotha-Altenburg             |  |  |       |  |  |                                   |  |  |                                  |  |
|                                     |                                     | Luisa di Sassonia-Gotha-Altenburg               | Augusto di Sassonia-Gotha-Altenburg             |  |  |       |  |  |                                   |  |  |                                  |  |
|                                     |                                     | Luisa di Sassonia-Gotha-Altenburg               | Luisa Carlotta di Meclemburgo-Schwerin          |  |  |       |  |  |                                   |  |  |                                  |  |
| Vittoria di Sassonia-Coburgo-Gotha  |                                     | Luisa di Sassonia-Gotha-Altenburg               |                                                 |  |  |       |  |  |                                   |  |  |                                  |  |
|                                     |                                     | Edoardo Augusto di Hannover                     | Giorgio III del Regno Unito                     |  |  |       |  |  |                                   |  |  |                                  |  |
|                                     |                                     | Edoardo Augusto di Hannover                     | Giorgio III del Regno Unito                     |  |  |       |  |  |                                   |  |  |                                  |  |
|                                     |                                     | Edoardo Augusto di Hannover                     | Carlotta di Meclemburgo-Strelitz                |  |  |       |  |  |                                   |  |  |                                  |  |
| Vittoria del Regno Unito            |                                     | Edoardo Augusto di Hannover                     |                                                 |  |  |       |  |  |                                   |  |  |                                  |  |
|                                     |                                     | Vittoria di Sassonia-Coburgo-Saalfeld           | Francesco Federico di Sassonia-Coburgo-Saalfeld |  |  |       |  |  |                                   |  |  |                                  |  |
|                                     |                                     | Vittoria di Sassonia-Coburgo-Saalfeld           | Francesco Federico di Sassonia-Coburgo-Saalfeld |  |  |       |  |  |                                   |  |  |                                  |  |
|                                     |                                     | Vittoria di Sassonia-Coburgo-Saalfeld           | Augusta di Reuss-Ebersdorf                      |  |  |       |  |  |                                   |  |  |                                  |  |
|                                     |                                     | Vittoria di Sassonia-Coburgo-Saalfeld           |                                                 |  |  |       |  |  |                                   |  |  |                                  |  |